# Semântica de frames
A semântica de frames é uma teoria do significado linguístico desenvolvida por Charles J. Fillmore, que estende sua gramática de caso. Ele relaciona o conhecimento semântico com a ideia de enciclopédia. A ideia básica é que não se pode entender o significado de uma única palavra sem acesso a todo o conhecimento essencial que se relaciona a essa palavra. Por exemplo, não seria possível entender a palavra "vender" sem saber nada sobre a situação de transferência comercial, que também envolve, entre outras coisas, um vendedor, um comprador, mercadorias, dinheiro, a relação entre o dinheiro e o mercadorias, as relações entre o vendedor e as mercadorias e o dinheiro, a relação entre o comprador e as mercadorias e o dinheiro e assim por diante. Assim, uma palavra ativa, ou evoca, um quadro de conhecimento semântico relativo ao conceito específico ao qual se refere (ou destaca, na terminologia semântica do frame).
A ideia da organização enciclopédica do próprio conhecimento é antiga e foi discutida por filósofos do Iluminismo como Denis Diderot e Giambattista Vico. Fillmore e outros linguistas evolutivos e cognitivos como John Haiman e Adele Goldberg, no entanto, fazem um argumento contra a gramática gerativa e a semântica condicional de verdade. Como é elementar para a linguística cognitiva lakoffiana-langackeriana, afirma-se que o conhecimento da linguagem não é diferente de outros tipos de conhecimento; portanto, não há gramática no sentido tradicional e a linguagem não é uma função cognitiva independente. Em vez disso, a disseminação e sobrevivência de unidades linguísticas é diretamente comparável à de outros tipos de unidades de evolução cultural, como na memética e outras teorias de replicação cultural.